# 山崎佳代子
山崎 佳代子（やまさき かよこ、1956年9月14日 - ）は、日本の詩人、翻訳家。セルビア共和国のベオグラード大学文学部教授。
セルビア文芸協会会員（副理事）。夫山崎洋は、ユーゴスラビア研究者・翻訳家で、その父はユーゴスラビア人記者だったブランコ・ヴケリッチである。

## 略歴
石川県金沢市生まれ、静岡県静岡市育ち。1979年北海道大学文学部ロシア文学科卒業後、ユーゴスラビアの奨学金を得てサラエボ大学文学部でユーゴスラビア文学史を学ぶ。リュブリャナ（スロベニア共和国）の民謡研究所への留学を経て、1982年 ～1986年、ベオグラード大学大学院に在学。在学中の1985年から助手を務め、その後文学部日本学専攻教授となる。
2003年に『1920年代の日本アヴァンギャルド詩の発展、セルビア文学との比較考察』で同大学にて博士号（比較文学）を取得。近現代日本の詩や『古事記』を旧ユーゴスラビアに翻訳紹介している。ベオグラードで山崎洋と結婚し、3人の息子を儲けた。
詩人としても活躍しており、1996年に詩集『鳥のために』で第1回中原中也賞候補。2010年9月、第76回「国際ペン東京大会」のセミナー「スラヴ文学と環境」では、パネリストを務めた。
2015年『ベオグラード日誌』で第66回読売文学賞紀行部門を受賞。2019年『パンと野いちご：戦火のセルビア、食物の記憶』で第29回紫式部文学賞を受賞。
セルビアでの受賞も多数（「セルビア・ペン海外翻訳功労賞」、セルビア翻訳者協会「翻訳功労賞」、セルビア文学者協会「国際詩人モラヴァ賞」受賞。）

## 著書
- 『スロベニア語基礎1500語』（編）大学書林、1985年。ISBN 978-4-475-01096-2
- 『解体ユーゴスラビア』朝日新聞社＜朝日選書＞、1993年。ISBN 978-4-02-259576-8
- 『ある日、村は戦場になった：バチュガから届いた子どもたちのメッセージ』創美社、1995年
- 『詩集　鳥のために』書肆山田、1995年。
- 『詩集　産砂rodina』書肆山田、1999年。ISBN 978-4-87995-472-5
- 『詩集　薔薇、見知らぬ国』書肆山田、2001年。ISBN 978-4-87995-518-0
- 『そこから青い闇がささやき』（エッセイ集）河出書房新社、2003年。ISBN 978-4-309-01564-4
  - 『そこから青い闇がささやき：ベオグラード、戦争と言葉』筑摩書房〈ちくま文庫、解説池澤夏樹〉、2022年。ISBN 978-4-480-43833-1
- 『秘やかな朝』書肆山田、2004年。ISBN 978-4-87995-617-0
- 『詩集　アトス、しずかな旅人』書肆山田、2008年。ISBN 978-4-87995-733-7
- 『詩集　みをはやみ』書肆山田、2010年。ISBN 978-4-87995-803-7
- 『ベオグラード日誌』書肆山田、2014年。ISBN 978-4-87995-894-5
  - 『増補版・ベオグラード日誌』ちくま文庫（解説小林エリカ）、2025年。ISBN 978-4-480-44019-8
- 『戦争と子ども』（三男・山崎光が絵を担当）西田書店、2015年。ISBN 978-4-88866-596-4
- 『パンと野いちご：戦火のセルビア、食物の記憶』勁草書房、2018年。ISBN 978-4-326-85194-2
- 『詩集　海にいったらいい』思潮社、2020年。ISBN 978-4-7837-3726-1
- 『詩集　黙然をりて』書肆山田、2022年。ISBN 978-4-86725-024-2
- 『ドナウ、小さな水の旅：ベオグラード発』左右社、2022年。ISBN 978-4-86528-354-9

## 翻訳
- ダニロ・キシュ『若き日の哀しみ』東京創元社、海外文学セレクション、1995年。ISBN 978-4-488-01607-4
  - ダニロ・キシュ『若き日の哀しみ』東京創元社 創元ライブラリ、2013年。ISBN 978-4-488-07072-4
- ダニロ・キシュ『死者の百科事典』東京創元社、海外文学セレクション、1999年。ISBN 978-4-488-01625-8
  - ダニロ・キシュ『死者の百科事典』創元ライブラリ、2018年。ISBN 978-4-488-07077-9
- 『ダニロ・キシュ「庭、灰」／イタロ・カルヴィーノ「見えない都市」』池澤夏樹個人編集「世界文学全集Ⅱ-06」河出書房新社、2009年。ISBN 978-4-309-70958-1。後者は米川良夫 訳
- イヴォ・アンドリッチ『イェレナ、いない女　他十三篇』（田中一生・山崎洋と共訳）幻戯書房〈ルリユール叢書〉、2020年。ISBN 978-4-86488-209-5

## 外国語訳・解説
- ドラゴスラヴ・ミハイロヴィッチ『南瓜の花が咲いたとき』（山崎洋訳）未知谷、2005年。ISBN 978-4-89642-131-6
- 白石かずこ『小さな惑星= Мала планета : 白石かずこ詩撰集』Међународни фестивал поезије Смедеревска песничка јесен（発行）、Смедерево（出版地＝スメデレヴォ）2010年